# Спасо-Преображенский монастырь (Енисейск)
Спа́со-Преображе́нский монасты́рь — мужской монастырь Енисейской епархии в городе Енисейске.

## История
В 1592 году на высоком холме недалеко от города поселился инок Тимофей Иванов, искавший уединения. Постепенно вокруг него образовалась монашеская община, и в 1642 году монастырь получил утверждение от Тобольского архиепископа Герасима. Первым настоятелем стал игумен Варлаам.
Монастырю были пожалованы земли, в его хозяйстве находились ветряные мельницы, соляные варницы, монахи занимались рыбной ловлей, но доходы обители были небольшими и долгое время все постройки были деревянными.
Каменный Спасский храм был заложен в 1731 году и освящен в 1756 году. Он небольшой и рассчитан на немногочисленную братию монастыря.
В 1785—1796 годы на средства архангельского купца Лобанова была возведена надвратная церковь Захарии и Елисаветы (освящена в 1822 году), а также часть ограды. В 1823 году в левой пристройке церкви была открыта бурса, где обосновались учащиеся духовного приходского училища (открыто в 1820 году). В 1855—1859 годах церковь была расширена галереей с двумя приделами (святителя Алексия и Пресвятой Богородицы — Всех Скорбящих Радости). 
В 1869 году, когда архимандритом монастыря был Филарет (Петухов), здание сильно пострадало от пожара и восстановлено в прежнем виде в 1875 году. Кроме того, был построен трехпрестольный Покровский храм с приделами пророка Илии и Иоанна Крестителя.
Архитектурный облик монастырских построек во многом сформировался под влиянием сибирского барокко.
При монастыре содержалась библиотека духовной литературы, в которой находились ценные печатные манускрипты XVII века, изданные в Киево-Печерской лавре и в Кутеинском монастыре.
В одной из келий монастыря, а затем в местной больнице провёл три года в заточении декабрист Николай Сергеевич Бобрищев-Пушкин.

### Советский период
В 1920 году монастырь был преобразован в артель и окончательно закрыт в 1923 году. В 1930-х годах использовался под лагерь НКВД, где проходили массовые расстрелы. Затем в нём располагался пивзавод.
После войны надвратная церковь Захарии и Елизаветы была разрушена.

### Восстановление
С 1990 года обязанности наместника исполнял иеромонах Мефодий (Есин). Восстановление монастыря велось в очень тяжёлых условиях, местные власти не желали содействовать передаче и возрождению обители. До 2009 года богослужения совершались в Преображенском приделе (пристроенном к Спасскому собору). К настоящему времени, по окончании восстановления главного храма, освящены три отреставрированных престола: во имя Всемилостивого Спаса, в честь Усекновения главы Иоанна Предтечи, и во имя порока Илии. Полностью восстановлена надвратная церковь Захарии и Елисаветы, а также каменная ограда монастыря. Продолжается строительство братского корпуса.